# John Johnstone
John Johnstone (John Oliver Johnstone; * 21. Januar 1892 in Cambridge, Massachusetts; † Februar 1969 in Lancaster, Massachusetts) war ein US-amerikanischer Hochspringer.
Bei den Olympischen Spielen 1912 in Stockholm wurde er Sechster.
1912 wurde er US-Meister und 1913 US-Hallenmeister. Seine persönliche Bestleistung von 1,905 m stellte er am 21. September 1912 in Pittsburgh auf.